# 키릴 M. 콘블루스
키릴 M. 콘블루스(영어: Cyril M. Kornbluth, 1923년 7월 2일 - 1958년 3월 21일)는 미국의 SF 작가다. 퓨처리언스 동인의 성원이었다.
세실 코윈(Cecil Corwin), S. D. 고테스먼(S. D. Gottesman), 에드워드 J. 벨린(Edward J. Bellin), 케네스 팔코너(Kenneth Falconer), 월터 C. 데이비스(Walter C. Davies), 사이먼 아이스너(Simon Eisner), 조던 파크(Jordan Park), 아서 쿠크(Arthur Cooke), 폴 데니스 레이번드(Paul Dennis Lavond), 스콧 마리너(Scott Mariner) 등 다양한 필명을 사용했다. 이름 가운데의 M.은 아내 메리 바이어스(Mary Byers)의 이름에서 따온 것으로, 진짜 미들네임이 아니다.
폴란드계 유대인 혈통으로 뉴욕시 맨해튼섬 인우드에서 나고 자랐다. 조부 대에 미국으로 이주했고, 부친은 1차대전 참전군인이었다.
콘블루스는 3살 때부터 글을 읽고 7살 때부터 글을 쓴 영재였다. 13세에 고등학교를 조기졸업하고 14세 때 뉴욕시립대에 입학했으나 동맹휴학을 주도하여 졸업하지 못하고 퇴학당했다. 이 무렵 SF 동인 퓨처리언스가 설립되었는데, 콘블루스는 15세 나이로 퓨처리언스 동인으로 가입하여 소설을 발표하고 자기보다 연상의 프레더릭 폴, 도널드 월헤임, 로버트 론데스 등을 만나 친구로 사귀었다. 미래의 아내인 메리 바이어스도 이 때 만났다.
콘블루스는 제2차 세계대전 때 유럽전선에서 종군했다. 벌지 대전투에서 중기관총 분대원으로 참전하여 동성훈장을 받았다. 전역한 뒤 1944년 복무원지원법의 혜택을 받아 시카고 대학교에 입학했였다. 시카고에서 대학을 다니며 뉴스 통신사인 Trans-Radio Press에서 일했다. 1951년 대학을 졸업하고 뉴욕으로 돌아와 퓨처리언스 친구들과 재회하고 전업작가가 되었다. 이후 8권의 장편소설과 2권의 단편집을 출간했다.
콘블루스는 지병으로 본태성 악성 고혈압을 앓았고, 1958년 기차역에서 심장마비를 일으켜 급사했다. 향년 34세. 콘블루스의 미발표 원고들은 프레더릭 폴이 정리해서 1권의 장편소설과 3권의 단편집을 더 발표했다. 이후에도 여러 차례 선집이 간행되었다.